# Fridolin Reiber
Fridolin Reiber (* 28. November 1887 in Straßberg; † 5. Juni 1976 in Ebingen) war ein deutscher Kommunalpolitiker.

## Werdegang
Reiber arbeitete als Wirker. Er war  Mitglied der KPD und im Textilarbeiterverband engagiert. Nach der Machtergreifung wurde er mehrfach inhaftiert.
Ab 1945 war er Mitglied des Gemeinderats von Ebingen. Bei den ersten Kommunalwahlen im Jahr 1946 nach dem Ende des NS-Staats wurde er dort zum Bürgermeister gewählt. Ebingen wählte Fridolin Reiber bei den ersten Kommunalwahlen im Jahr 1946 nach dem Ende des NS-Staats zum Bürgermeister. Vom 6. Oktober 1946 bis 18. Dezember 1948 blieb er Bürgermeister der Stadt. Anschließend arbeitete er als Gewerkschaftssekretär und gehörte weitere fünf Jahre bis 1953 dem Gemeinderat an.